# 山田勇樹
山田 勇樹（やまだ ゆうき、1983年7月24日 - ）は、日本のプロダーツ選手。熊本県熊本市出身。熊本県立熊本高等学校卒業。横浜国立大学経営学部中退。美容師の資格を持っている。福岡県在住。 現在はSOFT DARTS PROFESSIONAL TOUR JAPANで活躍している。 妻はプロダーツ選手の山田かおり。

## 戦績
PERFECTツアーでは2008年2位、2009年1位、2010年3位、2011年2位、2012年1位、2013年1位、2014年4位、2015年3位、2016年2位、2017年4位、2018年2位、2019年3位となっている。
SUPERDARTSでは2009年にGomezという名で出場し決勝で星野光正に敗れたものの、他を寄せ付けない強さで準優勝している。2019 PDCアジアツアー 10では7月28日に香港で行われた決勝でポール・リムと対戦し5対4で勝利して優勝している。
利き腕は右、利き目は左。
| 年   | ラウンド | 結果      | 結果   | 対戦相手                     | 賞金    |
| 年   | ラウンド | スコア    | 平均値 | 対戦相手                     | 賞金    |
| ---- | -------- | --------- | ------ | ---------------------------- | ------- |
| 2020 | 1        | 3 - 1 (s) | 87.30  | ライアン・ミークル (81.00)   | £15,000 |
| 2020 | 2        | 0 - 3 (s) | 82.34  | ダレン・ウェブスター (91.28) | £15,000 |
| 2022 | 1        | 0 - 3 (s) | 83.36  | カラン・ライズ (91.32)       | £7,500  |

## Youtuberとしての活動
YouTuberとして鯖チャンネルを開設。2023年9月現在、1.1万人以上の登録がある。